# Andrzej Woszczyk
Andrzej Stefan Woszczyk (ur. 2 marca 1935 w Chorzelach, zm. 17 lipca 2011 w Bydgoszczy) – polski astronom specjalizujący się w astrofizyce. 

## Życiorys
W 1951 roku ukończył liceum ogólnokształcące w Sierpcu i podjął studia astronomiczne na Uniwersytecie Mikołaja Kopernika w Toruniu. Wśród jego wykładowców byli Władysław Dziewulski i Wilhelmina Iwanowska. W 1955 roku, po ukończeniu studiów podjął pracę na tej uczelni. W latach 1957–1959 odbywał staż w Instytucie Astrofizyki Uniwersytetu w Liège pod kierunkiem Pola Swingsa, efektem przeprowadzonych tam badań była praca doktorska zatytułowana Analiza widma komety 1957 d (MRKOS) w zakresie widmowym 4737-6882 A, obroniona na UMK w 1962 roku (promotorem była Wilhelmina Iwanowska). Stopień doktora habilitowanego uzyskał w 1971 roku na podstawie rozprawy Ciśnienie atmosferyczne i topografia Marsa w świetle analizy podczerwonych pasm CO2. Tytuł profesora nauk fizycznych otrzymał w 1984 roku. 
Był członkiem Komitetu Astronomii PAN i Komisji Astrofizyki PAU. Od 2003 roku aż do śmierci pełnił funkcję prezesa Towarzystwa Naukowego w Toruniu. W latach 1999–2007 był prezesem Polskiego Towarzystwa Astronomicznego. W latach 1971–1976 był zastępcą dyrektora Instytutu Astronomii UMK, potem dyrektorem i kierownikiem Katedry Astronomii i Astrofizyki. Przez dwie kadencje zasiadał w senacie tej uczelni. 
Był redaktorem naczelnym czasopisma „Postępy Astronomii” (1995–1997), a następnie dwumiesięcznika „Urania – Postępy Astronomii” (1998–2011). Przez kilkanaście lat był przewodniczącym jury Ogólnopolskiego Młodzieżowego Seminarium Astronomicznego, które odbywa się w planetarium w Grudziądzu.
W 1959 roku ożenił się z Ireną Rosol.

## Odznaczenia
- Krzyż Oficerski Orderu Odrodzenia Polski – 2005[5]

## Wyróżnienia i nagrody
- W 2007 roku prof. Andrzej Woszczyk został uhonorowany przez PTA medalem im. W. Zonna za popularyzację wiedzy o Wszechświecie.
- Jego nazwiskiem nazwano planetoidę (14382) Woszczyk.